# Pyramidops pygmaea
Pyramidops pygmaea is een hooiwagen uit de familie Pyramidopidae.